# Mathias Höft
Mathias Höft (* 1976/1977 in Rostock) ist ein ehemaliger deutscher Footballspieler.

## Leben
Höft betrieb Ringen, wurde an der Sportschule in Frankfurt (Oder) ausgebildet und gewann als A-Jugendlicher im griechisch-römischen Stil die deutsche Meisterschaft. In Frankfurt begann er auch mit der Sportart American Football. Danach spielte der 1,83 Meter messende Fullback bei den Hamburg Pioneers, gemeinsam mit seinem Bruder Michael gelang ihm 1999 der Sprung zu den Hamburg Blue Devils in die höchste deutsche Spielklasse GFL. In zwei Spielzeiten (1999 und 2003) gehörte er der Blue-Devils-Mannschaft an, mit der er 2003 deutscher Meister wurde. Er spielte später bei den Norderstedt Nordic Wolves und wurde 2006 Mitglied des Trainerstabs.  2011 erreichte er mit den Kiel Baltic Hurricanes das Endspiel um die deutsche Meisterschaft, verlor dort aber gegen die Schwäbisch Hall Unicorns. Des Weiteren brachte er sich bei der Jugendauswahl Schleswig-Holsteins als Assistenztrainer ein.